# Атанасиос Кипурос
Атанасиос (Насос) Кипурос, известен като капитан Фенгарас (на гръцки: Αθανάσιος Κηπουρός, Φεγγαράς)), e гъркомански капитан на гръцка андартска чета в Източна Македония.

## Биография
Роден във влашко семейство в българо-влашкото гъркоманско село Долна Джумая (днес Ираклия, Гърция). Присъединява се към гръцката пропаганда и е четник в различни чети. Става подвойвода на съселянина си Стерьос Влахвеис - основната чета за терористични поръчки на гръцкото консулство в Сяр. След арестите на много гръцки дейци в Долна Джумая, Фенгарас е основен гръцки терорист района.
На 14 септември 1904 година българска чета изгаря Кулският манастир, база на гръцкия комитет. Като отговор Фенгарас заедно с Такис Бахцеванис Кипурос (виновникът за неволното убийството на Атанас Хаджипантазиев) убиват българския екзархийски поп в Кула и охранителя му.
В началото на април 1907 година български терористи убиват в Сяр долноджумаец, който се е върнал към Патриаршията. В отговор по заповед от гръцкото консулство Насос Кипурос и Такис Кипурос убиват пред дюкяна му в Сяр българина касапин Петър Скрека Христов, спомоществовател на сярското българско училище и деец на българския комитет.
На 7 юли 1907 година Фенгарас и Влахвеис убиват пазача предател Томас Хасапудис, предал двама приносители на пратка с оръжие от консулството в Довища. На 14 юли в Сяр е убит андартският капитан Димитър Гоголаков, а в Довища - капитан Андреас Макулис. На 13 септември Фенгара убива край църквата „Свети Георги“ в Сяр предателя на Гоголаков българина Колчо Динка Попчев (Κολτζή Δίγκα Πόπτζες). Фенгарас се опитва да убие и предателя на Макулис, но неуспешно. В края на лятото убива предателя Саритасиос. Фенгарас с установява за постоянно в Сяр, като за прикритие става келнер в кафе в махалата Конлуки. На 2 ноември Фенгарас убива двама дейци на българския комитет в хана Бабадзани.
В края на 1907 година гръцкият комитет в Долна Джумая пострадва силно – след предателство са арестувани повечето от членовете му, начело с Димитриос Роцикас. Същевременно Влахвеис заминава за Атина и за да се запълнини празнината, гръцкото консулство връща Фенгарас в Джумая. По негова заповед са убитибългарският протосингел и българският учител в Джумая, заедно с един колар и един охранител, както и учителят Янис Седерис и един член на българския комитет от Спатово. Фенгарас прави опит да убие и бившия български четник Танас Крясов (Θανάσης Κριάσιος), който обаче оцелява, въпреки че е улучен на четири места.
След Младотурската революция в 1908 година се легализира. Участва в Балканската война заедно с Влахвеис.